# Gmina Bolimów
Die Gmina Bolimów ist eine Stadt-und-Land-Gemeinde (gmina miejsko-wiejska) im Powiat Skierniewicki der Woiwodschaft Łódź in Polen. Ihr Sitz ist die gleichnamige Stadt mit etwa 950 Einwohnern.

## Geographie

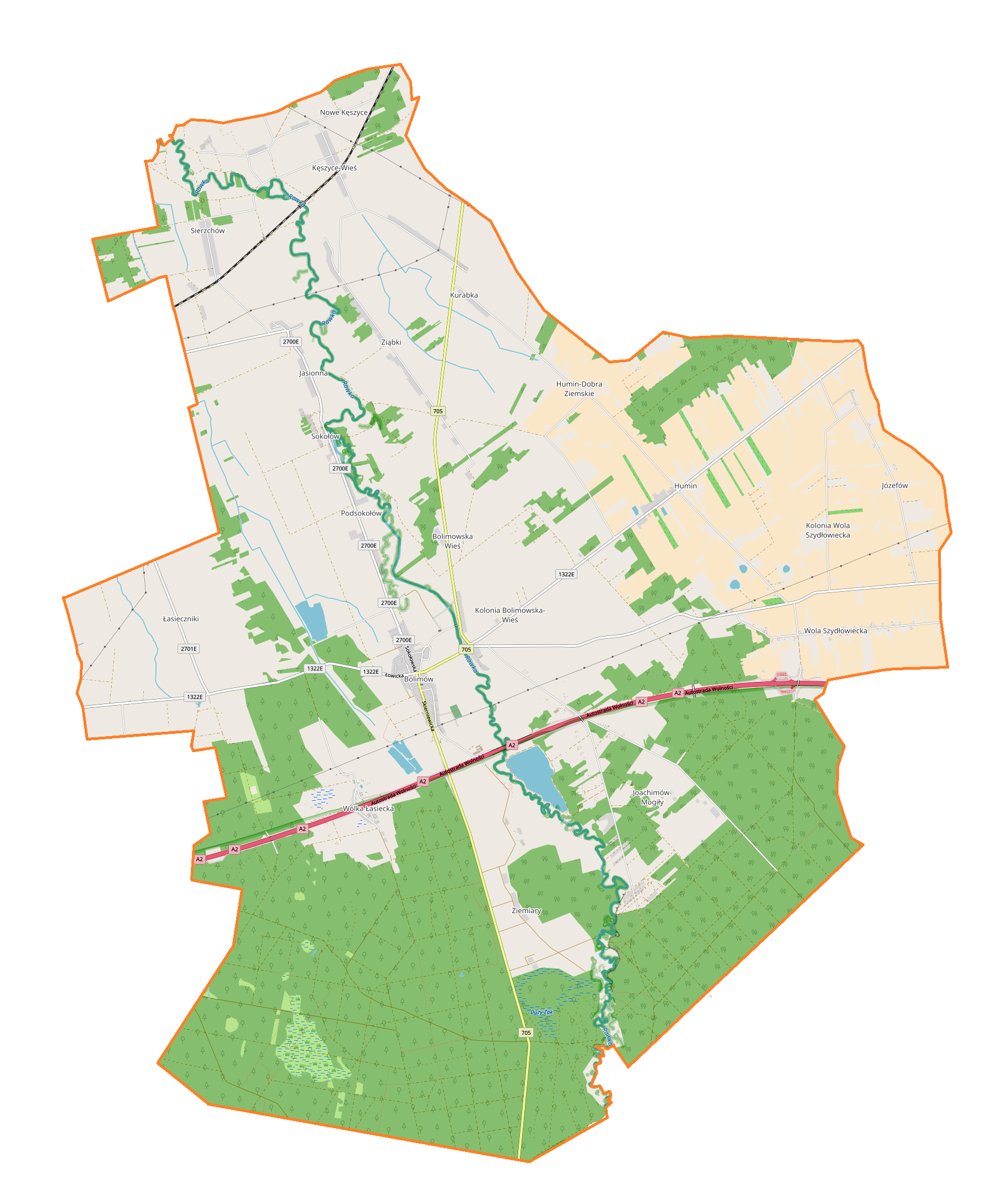
Karte der Gemeinde

Die Gemeinde liegt im Nordwesten der Woiwodschaft und grenzt im Norden und Osten an die Woiwodschaft Masowien. Nachbargemeinden sind dort Nowa Sucha im Norden, Wiskitki im Osten und Puszcza Mariańska im Südosten. Die beiden in der Woiwodschaft Łódź sind Skierniewice im Süden und Nieborów im Westen. Skierniewice, der Sitz des Powiats, liegt sechs Kilometer südlich.
Zu den Fließgewässern gehört die Rawka.

## Geschichte
Die Gemeinde wurde 1973 aus Gromadas wieder gebildet. Sie kam 1975 zur Woiwodschaft Skierniewice, der Powiat Łowicki wurde aufgelöst. Zum 1. Januar 1999 kam die Gemeinde wieder zur Woiwodschaft Łódź und zum Powiat Skierniewicki. Zum 1. Januar 2022 wurde Bolimów wieder zur Stadt erhoben, damit wurde die Gemeinde von einer Landgemeinde zu einer Stadt-und-Land-Gemeinde.

## Gliederung
Zur Stadt-und-Land-Gemeinde Bolimów mit einer Fläche von 112,2 km² gehören 20 Dörfer mit 21 Schulzenämtern (sołectwa):
- Bolimów
- Bolimowska Wieś
- Humin
- Humin-Dobra Ziemskie I & II
- Jasionna
- Joachimów-Mogiły
- Józefów
- Kęszyce-Wieś
- Kolonia Bolimowska-Wieś
- Kolonia Wola Szydłowiecka
- Kurabka
- Łasieczniki
- Nowe Kęszyce
- Podsokołów
- Sierzchów
- Sokołów
- Wola Szydłowiecka
- Wólka Łasiecka
- Ziąbki
- Ziemiary

## Gedenkstätten
Aus der Zeit beider Weltkriege gibt es in der Gemeinde vier deutsche Soldatenfriedhöfe:
Erster Weltkrieg:
- Bolimowska Wieś
- Humin
- Wólka Łasiecka

Zweiter Weltkrieg:
- Joachimów-Mogiły

## Verkehr
Südlich des Hauptorts kreuzt die Woiwodschaftsstraße DW705 die Autobahn A2.
An der Bahnstrecke Warschau–Łowicz bestehen die Haltepunkte Jasionna Łowicka und Kęszyce.
Die internationalen Flughäfen Łódź und Warschau sind etwa 55–60 Kilometer entfernt.